# Younousse Sankharé
Younousse Sankharé, född 10 september 1989, är en fransk-senegalesisk fotbollsspelare.

## Karriär
Den 30 januari 2017 värvades Sankharé av Bordeaux, där han skrev på ett 4,5-årskontrakt. I november 2019 kom Sankharé överens med Bordeaux om att bryta sitt kontrakt.
Efter att varit klubblös sedan november 2019 skrev Sankharé i juni 2020 på för bulgariska CSKA Sofia. Den 31 januari 2021 värvades Sankharé av grekiska Panathinaikos, där han skrev på ett 1,5-årskontrakt. I augusti 2021 värvades Sankharé av turkiska Giresunspor, där han skrev på ett tvåårskontrakt. I februari 2022 kom Sankharé överens med Giresunspor om att bryta sitt kontrakt i förtid.